# Radoslav II. Babonić
Radoslav II. Babonić (?, sredina 13. stoljeća - ?, nakon 1314.), hrvatski velikaš iz slavonske velikaške obitelji Babonić te otac osnivača mlađeg ogranka obitelji, knezova Blagajskih.
Bio je sin kneza Babonega II. Babonića, koji se spominje početkom 1240-ih godina. Imao je petero braće i sestara od kojih su osobito znameniti bili knez Ivan I. Babonić († iza 1334.), slavonski ban (1316. – 1322.) i hrvatski ban (1322. – 1323.) te Stjepan V. († oko 1320.), slavonski ban (1310. – 1316.), osnivač ogranka knezova od Krupe.
Poslije smrti knezova i banova Stjepana IV. i Radoslava I. 1295. godine, sinova Stjepana II. Babonića, vodstvo u obitelji prelazi na knezove Stjepana V., Ivana I., Radoslava II. i Ota, sinove kneza Babonega II.
Godine 1284. knez Radoslav II. i njegova braća kupili su posjede Kresnić, Bojnu, Bulzetu i Pelavu. Poslije smrti bratića Radoslava I. sukobili su se s hrvatsko-ugarskim kraljem Andrijom III. Mlečaninom (1290.-1301.) i njegovom majkom herceginjom Tomasinom Morosini oko Radoslavovih posjeda. Unatoč tome, zbog pretenzija anžuvinske dinastije na hrvatsko-ugarsko prijestolje, kralj Andrija III. se izmirio s Radoslavom II. i njegovom braćom 1299. godine. Kraljevskom spravom im je odzeo gradove Susedgrad, Vrbas i Glaž, a braća su dobila sve ostale utvrde, sela i posjede pokojnog bana Radoslava I., a jedan od braće, Stjepan V. je dobio naslov bana čitava Slavonije.
Istovremeno je napuljski kralj Karlo II. Anžuvinac također darivao braću Babonić posjedama u Slavoniji te je 26. studenog 1299. godine braći Stjepanu V., Ivanu I. i Radoslavu II. potvrdio posjede pokojnog bana Radoslava II. kako bi pomogao svom unuku, Karlu Robertu da zadobije krunu sv. Stjepana. U međuvremu je nastupilo pogoršanje u odnosima kralja Karla I. Roberta i Babonića, koje je potrajalo do 1309. godine kada je kralj izabrao Stjepana V. za novog slavonskog bana.
Dana 8. lipnja 1313. godine obavljena je dioba prihoda među braćom Babonićima, banom Stjepanom V. te knezovima Ivanom I. i Radoslavom II., u to vrijeme vodećim članovima obitelji.
Knez Radoslav II. ostavio je iza sebe dvojicu sinova, Nikolu III. i Dujma koji se smatraju začetnicima loze knezova Blagajskih.

## Vanjske poveznice
- Babonići Hrvatska enciklopedija
- Babonići Hrvatski biografski leksikon